# Livezeni (gmina)
Livezeni – gmina w Rumunii, w okręgu Marusza. Obejmuje miejscowości Ivănești, Livezeni, Poienița i Sânișor. W 2011 roku liczyła 3266 mieszkańców.